# Éva Marton
Éva Marton, madžarska operna sopranistka, * 18. junij 1943, Budimpešta.
Éva Marton je najbolj znana po svojih wagnerjanskih vlogah in upodobitvah v Puccinijevih operah, kot sta Tosca in Turandot.